# Hotel New Hampshire
Hotel New Hampshire (originaltitel: The Hotel New Hampshire) är en amerikansk-brittisk-kanadensisk dramakomedifilm från 1984. Den är skriven och regisserad av Tony Richardson, och baserad på romanen Hotell New Hampshire från 1981 av John Irving. Rollerna spelas av bland andra Jodie Foster, Beau Bridges, Rob Lowe och Nastassja Kinski.

## Medverkande
- Jodie Foster – Franny Berry
- Beau Bridges – Win Berry
- Rob Lowe – John Berry
- Nastassja Kinski – Susie the Bear
- Wilford Brimley – Iowa Bob
- Paul McCrane – Frank Berry
- Wallace Shawn – Freud
- Lisa Banes – Mrs Berry
- Jennifer Dundas – Lily Berry
- Seth Green – "Egg" Berry
- Anita Morris – Ronda Ray
- Amanda Plummer – Miss Miscarriage
- Matthew Modine – Chip Dove / Ernst
- Robert Thomas – Harold Swallow
- Lorena Gale – Dark Inge
- Joely Richardson – Servitris